# Lilienfeld
Lilienfeld – miasto powiatowe w Austrii, w kraju związkowym Dolna Austria, siedziba powiatu Lilienfeld, nad rzeką Traisen, na południowy zachód od Wiednia,  w regionie Mostviertel. Liczy 2862 mieszkańców (1 stycznia 2014).
Znane przede wszystkim z opactwa Lilienfeld, znajdującego się w centrum miasta.
W Lilienfeld znajduje się również sarkofag Leopolda VI Sławnego, założyciela opactwa, oraz grób Mathiasa Zdarskiego, prekursora narciarstwa alpejskiego.

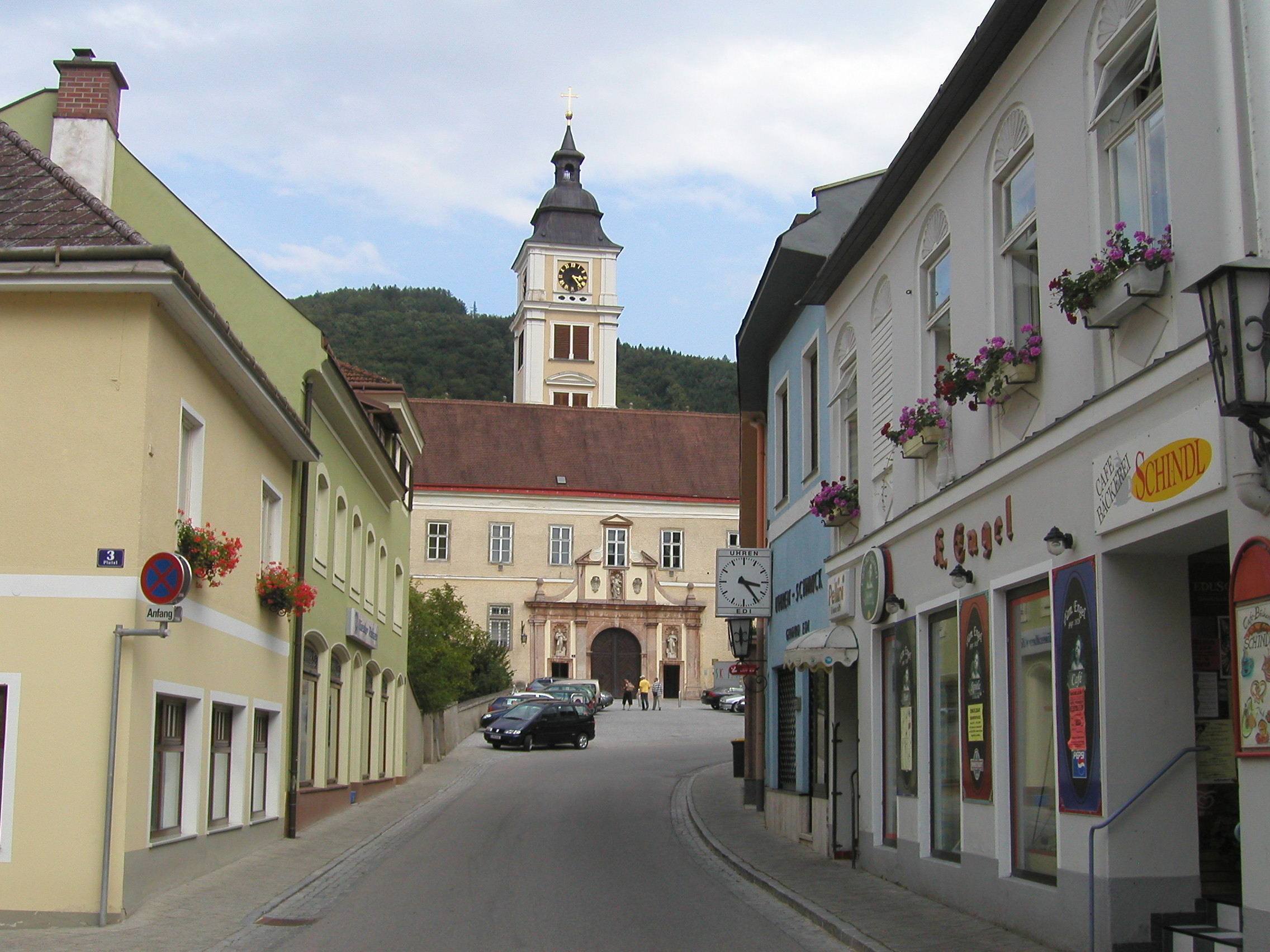
Centrum Lilienfelda, 2005

## Atrakcje turystyczne
Z Lilienfelda można wyjechać wyciągiem krzesełkowym lub przejść pieszo na Muckenkogel. Trasa wyciągu prowadzi nad wodospadami. Stacja końcowa znajduje się niedaleko schroniska „Klosteralm“ na wysokości 1084 m n.p.m. Stamtąd można przejść do schroniska „Lilienfelder Hütte“ (956 m n.p.m. – obecnie należy do klubu Österreichischer Alpenverein lub do „Traisener Hütte“ na wysokości 1313 m n.p.m.